# Лехенга-чоли

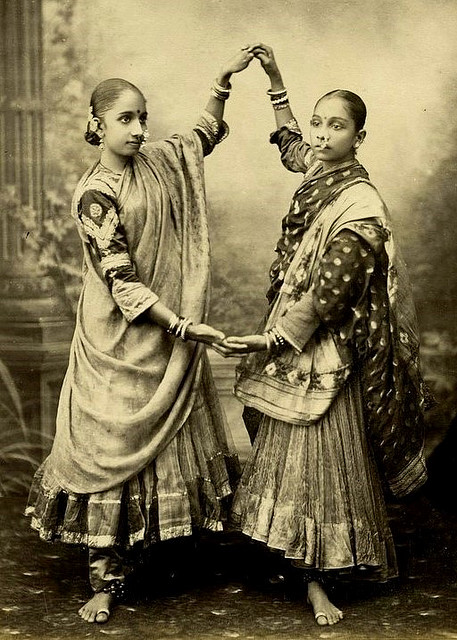
Женщины в гагра-чоли в 1872 году.

Лехе́нга-чо́ли (ленга-чоли, хагра-чоли, чания-чоли) — женская одежда, популярная в Индии и Пакистане со времён Империи Великих Моголов, государства, возникшего на территории современных Индии, Пакистана и Южного Афганистана.

## Описание

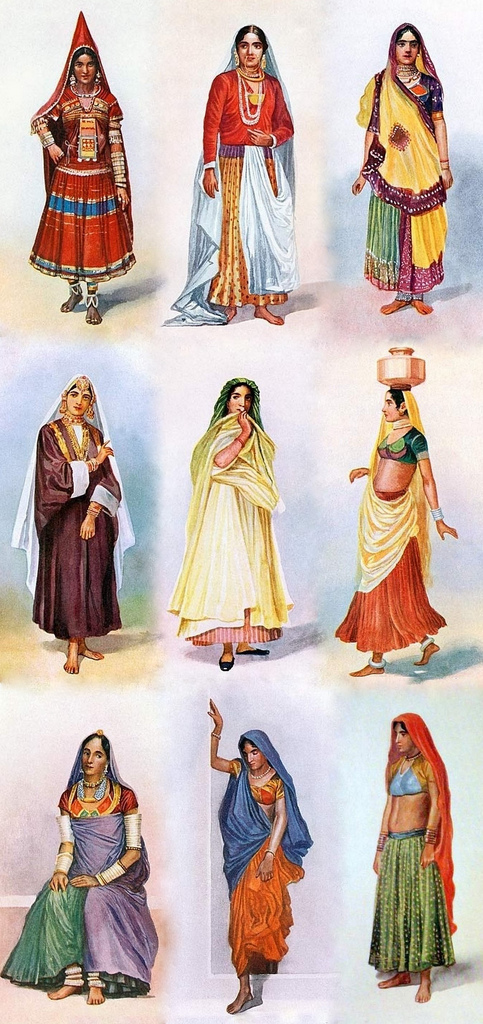
Иллюстрация различных региональных вариантов лехенга-чоли, носимые женщинами в Южной Индии.

В современной Индии лехенга-чоли носят как вечернюю одежду, праздничный, торжественный, танцевальный, свадебный наряд. В таких индийских штатах, как Гуджарат, Мадхья-Прадеш, Раджастан, Уттаракханд, Уттар-Прадеш, Харьяна и Химачал-Прадеш, лехенга-чоли традиционно используют и как повседневную одежду. В лехенга-чоли исполняются некоторые народные индийские танцы, такие, например, как дандиа, хагра, танец живота.
Лехенга-чоли состоит, как правило, из трёх частей: ленга (лехенга, чания, хагра) — юбка, чоли — блуза, дупатта — накидка. Традиционная индийская лехенга изначально формой напоминала зонтик. Выбор фасона и стиля современной лехенги зависит от моды, религиозной, территориальной принадлежности индианки и назначения. Длина лехенги у простой индианки в разные времена менялась от миди до макси. Но богатые индианки носили всегда исключительно длинные лехенги, подол которых касался при ходьбе пола.
Традиционное чоли — короткая блуза, обтягивающая бюст, с короткими рукавами. Современные чоли могут быть с длинными рукавами, без рукавов, на бретелях или бюстье.
Ранее дупатту носили только индианки со статусом. В настоящее время дупатта — неотъемлемая часть праздничного костюма каждой индианки. Причём, современные индианки используют дупатту не только, как накидку на голову, ею, например, прикрывают также полуобнажённые плечи.
Современные индийские лехенга-чоли шьют из парчи, бархата, натурального или искусственного шёлка, вискозы, креп-жоржета, атласа, шифона, органзы, льна или хлопка с добавлением натуральных шёлковых нитей. Простые индианки предпочитают лехенга-чоли из хлопка, украшенные вышивкой с цветочным или геометрическим орнаментом и кусочками зеркал. Индианки из богатых семей выбирают лехенга-чоли из парчи или тяжёлого шёлка, украшенные драгоценными камнями и вышивкой ручной работы с позолоченными и/или посеребрёнными нитями. Индийские лехенга-чоли сейчас также украшают бусинками, бисером, стеклярусом, пайетками и стразами.
Традиционно свадебные лехенга-чоли были красных оттенков. Современные свадебные лехенга-чоли могут быть абсолютно любого цвета: жёлтые, зелёные, красные, белые и даже чёрные. Для свадебных церемоний, которые будут проходить зимой 2013 года, современные индийские дизайнеры предлагают выбирать наряды белого, красного, пурпурного, рыжего и зелёного оттенков. Весной и летом 2013 года — розового, персикового, фиолетового и сливочного оттенков. Тренд 2013 — золото.
После того, как в 1994 году индийская фотомодель Айшвария Рай вышла на сцену конкурса красоты «Мисс мира» в национальном индийском костюме, ленга чоли обрели огромную популярность во всём мире.